# Strada Băcani
Strada Băcani este situată în centrul istoric al municipiului București, în sectorul 3. 

## Descriere
Strada este orientată de la sud spre nord și se desfășoară pe o lungime de 80 de metri între străzile Lipscani și Blănari.

## Istoric
Numele străzii provine din termenul turcesc bakkal,  care înseamnă „negustor de legume proaspete și uscate” și arată cu ce se îndeletniceau negustorii care aveau, pe vremuri, prăvălii pe această străduță.
Majoritatea clădirilor aflate pe strada Băcani provin de la sfârșitul secolului al XIX-lea și aveau pe atunci destinații comerciale (băcănii, prăvălii, dughene etc.). Astăzi ele se află într-o stare destul de avansată de degradare. Primăria Bucureștiului are în desfășurare un proiect de restaurare a zonei istorice din centrul capitalei în care este cuprinsă și strada Băcani.

## Monumente istorice și clădiri
Ansamblul de arhitectură „Strada Băcani” este înscris pe Lista monumentelor istorice 2010 - Municipiul București - la nr. crt. 360, cod LMI B-II-a-B-18098. Sunt înscrise pe lista monumentelor și casa de la nr. 4 (B-II-m-B-18099), precum și prăvălia de la nr. 4-6 (B-II-m-B-18100).

## Galerie de imagini

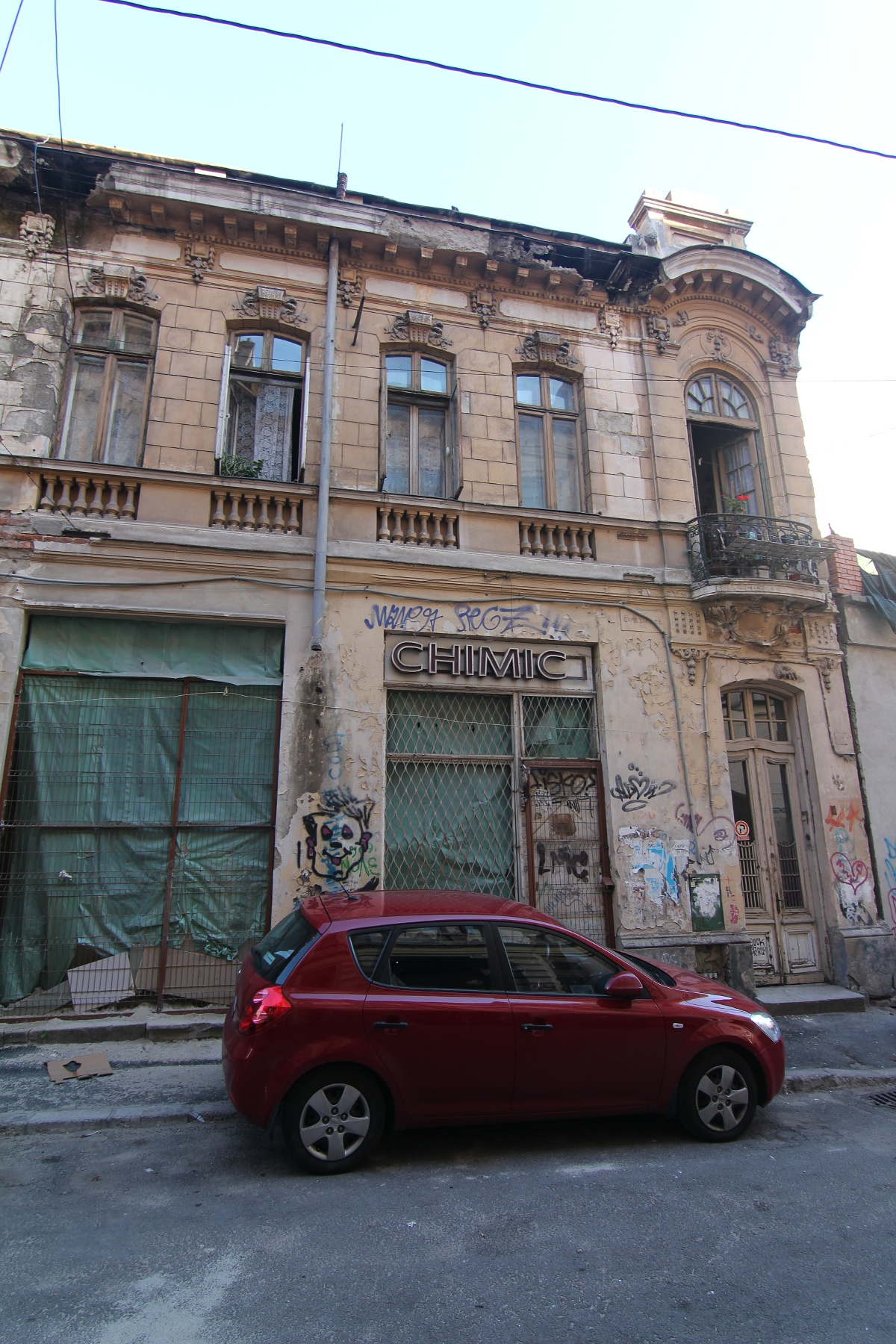
Casă pe Strada Băcani nr. 4, monument istoric, cod LMI:B-II-a-B-18099
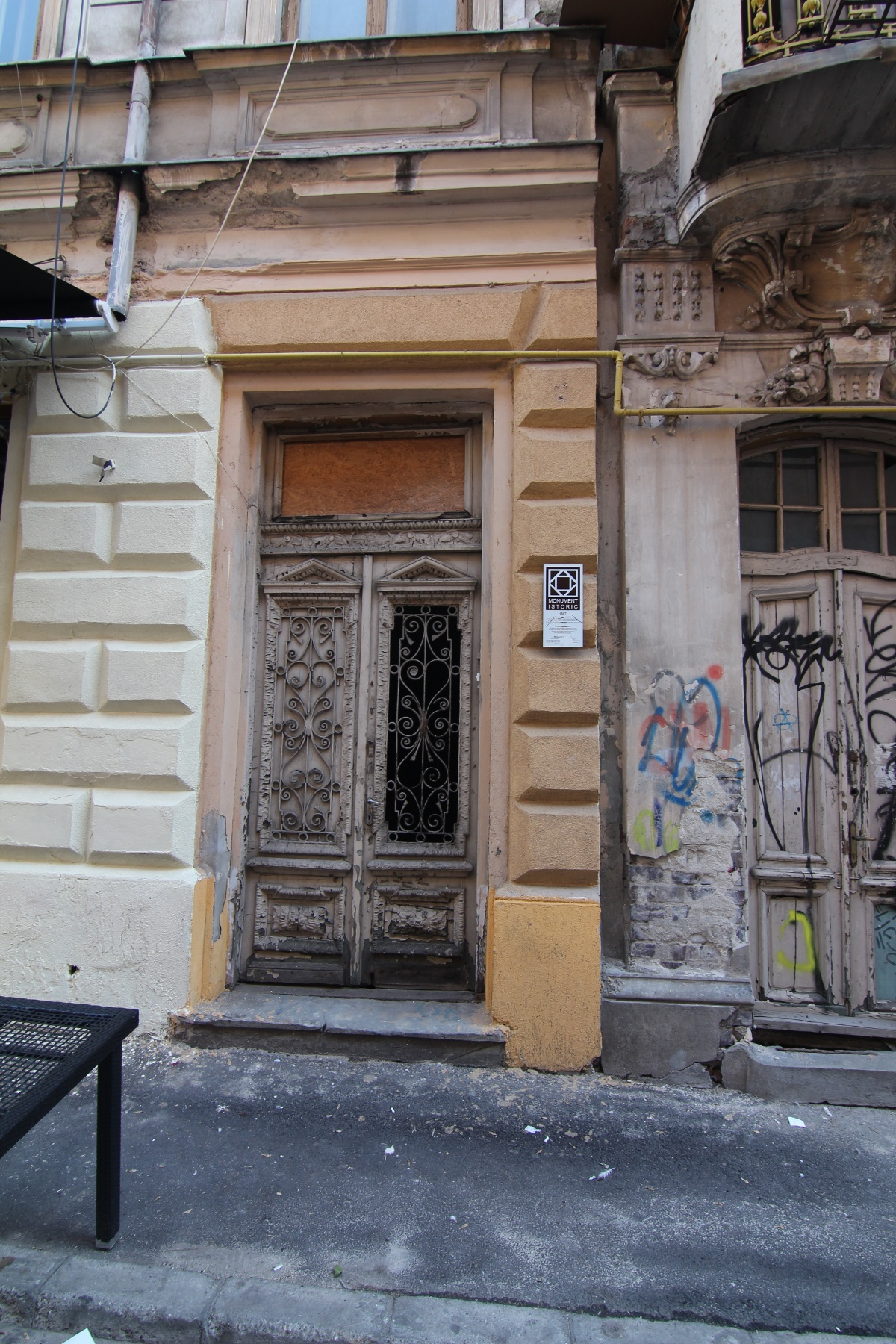
Prăvălie pe Strada Băcani nr. 4-6, monument istoric, cod LMI:B-II-m-B-18100
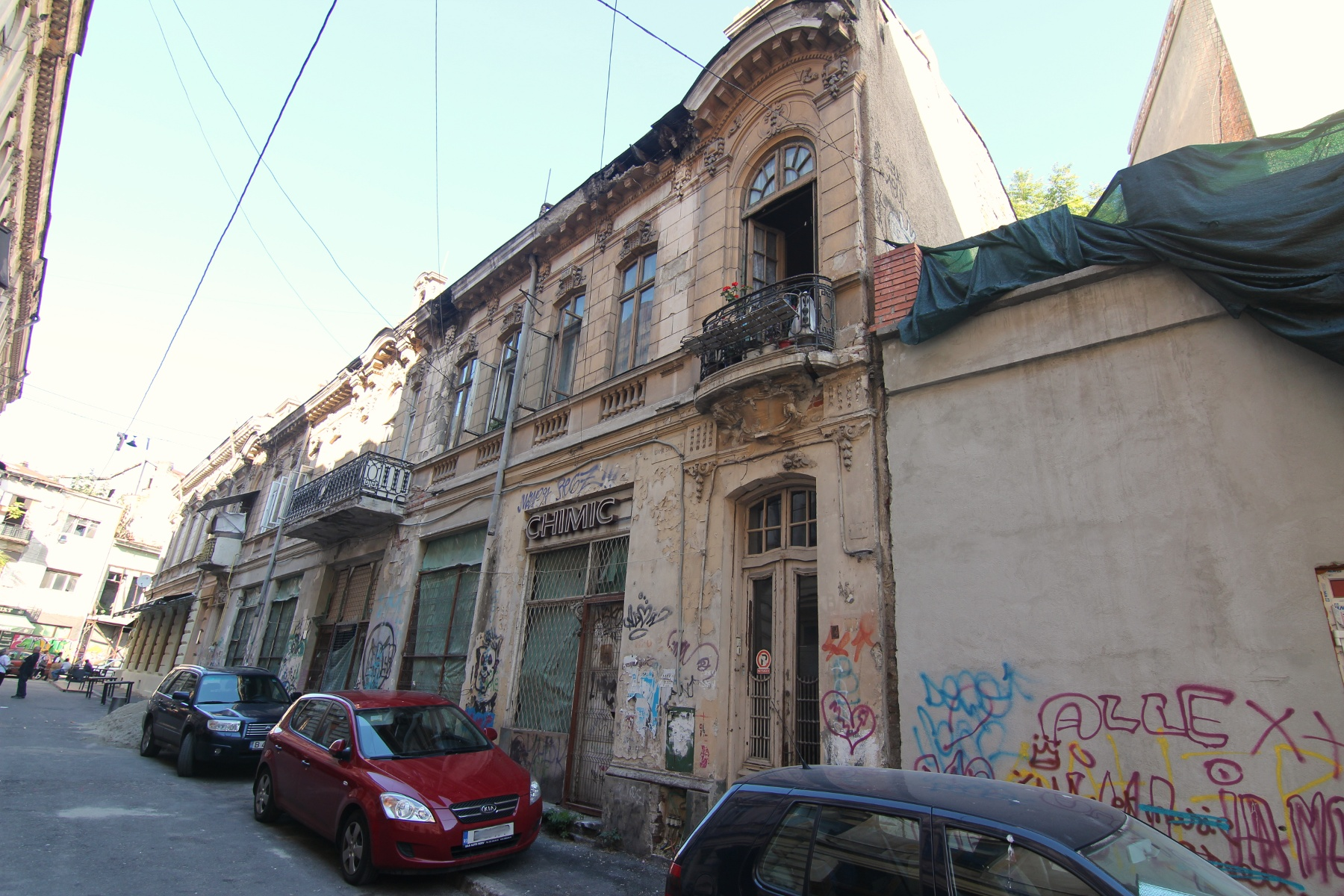
Strada Băcani în anul 2012
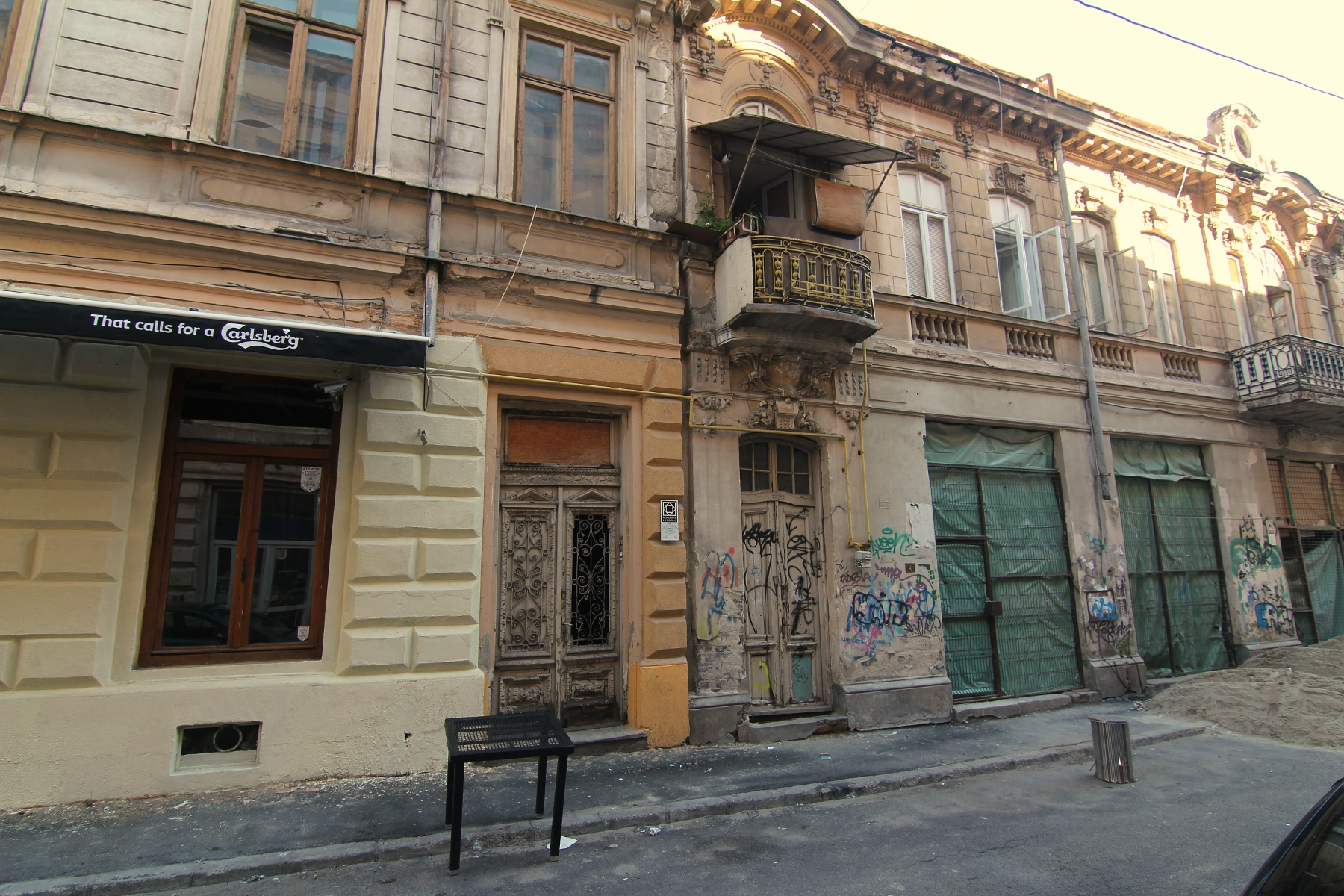
Clădiri de pe Strada Băcani
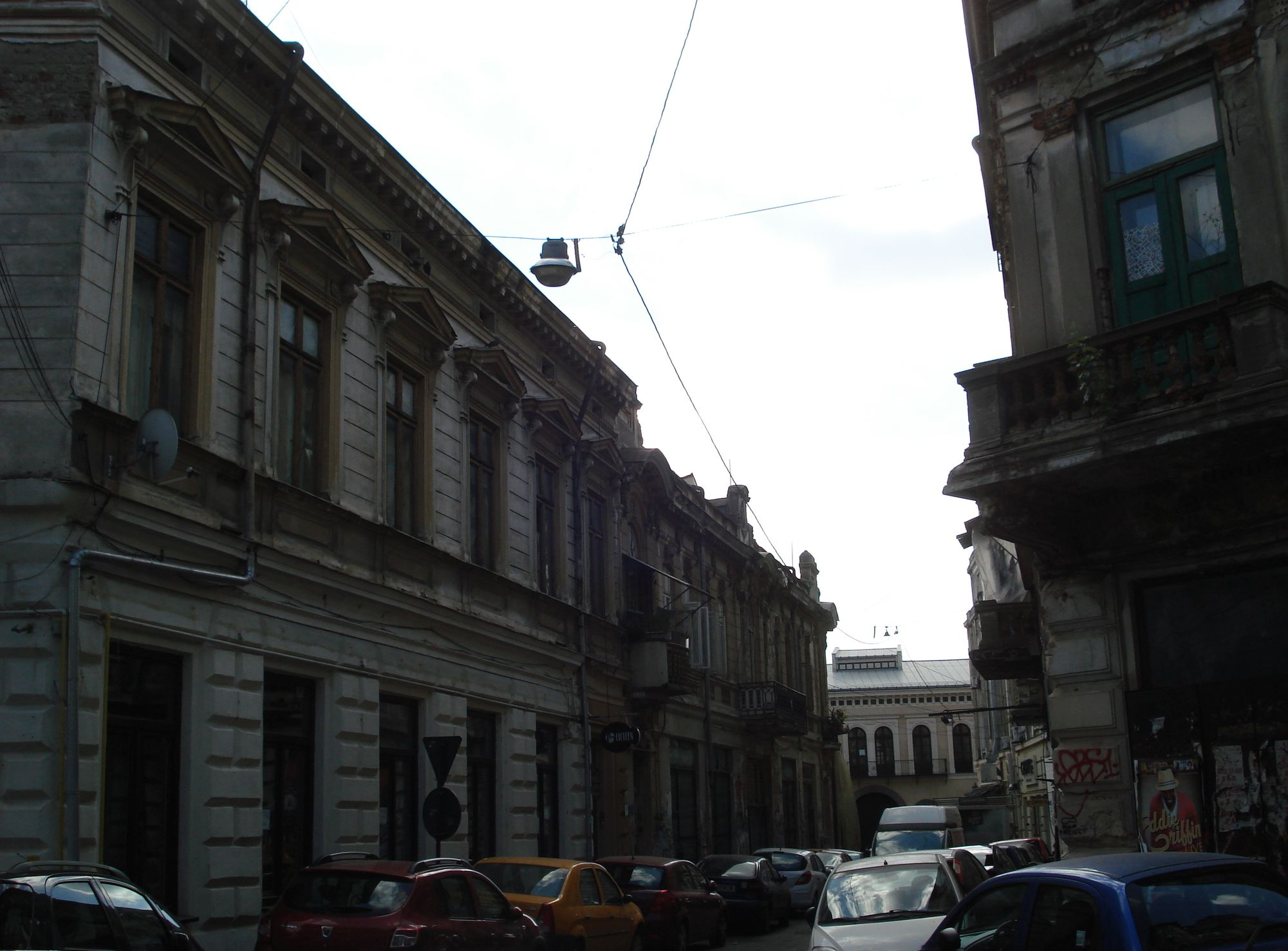
Strada Băcani în anul 2014 (vedere din str. Blănari)
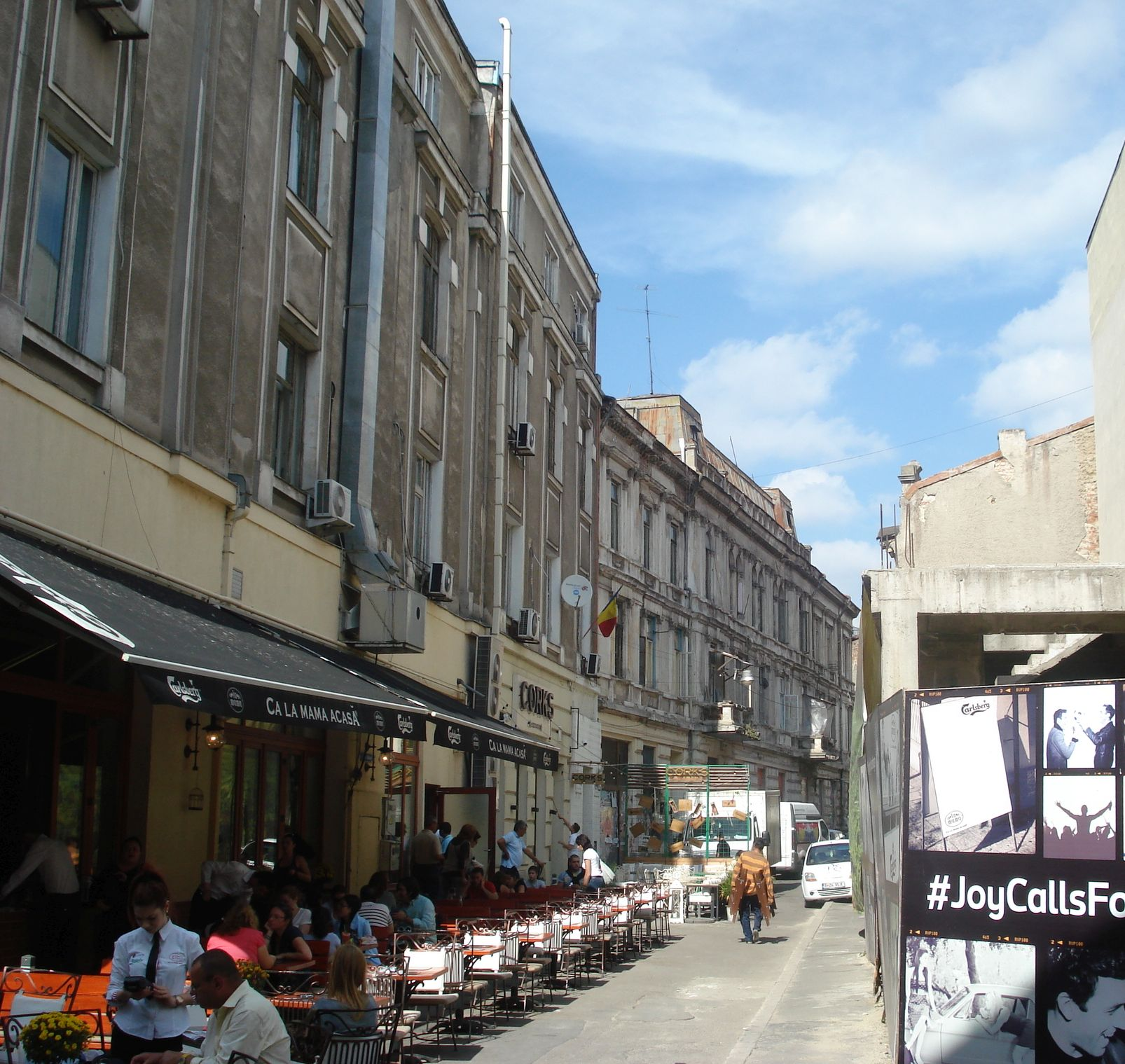
Strada Băcani în anul 2014 (vedere din str. Lipscani)

## Legături externe
- Strada Băcani pe hartă, www.openstreetmap.org
- Strada Băcani la Flickr.com